# Бильфингер, Георг Бернгард
Георг Бернгард Бильфингер (Бюльфингер, Булфингер, нем. Georg Bernhard Bilfinger или нем. Bülfinger; 1693—1750) — немецкий физик, философ, математик, педагог и государственный деятель; академик (1726) и иностранный почётный член (1731) Петербургской академии наук, один из основателей Физического кабинета Академии Наук.

## Биография
Георг Бернгард Бильфингер родился 23 января 1693 года в городе Бад-Канштадте (ныне Штутгарт) в семье лютеранского пастора. В детстве он проявлял большие способности, и сначала посвятил себя богословию, но затем основательно занялся математикой и философией.
Получил высшее образование сперва в Тюбингенском, а затем в Виттенбергском университете, где слушал лекции Христиана фон Вольфа, с которым тесно сошёлся. В 1721 году, после двух лет обучения по Вольфу, он стал профессором философии в Галле, а в 1724 году профессором математики.
По возвращении в Тюбинген Г. Б. Бильфингер получил место экстраординарного профессора философии и преподавал математику в существовавшей при университете самостоятельной школе для детей аристократов — «Collegium illustre».
К этому времени относятся два его труда, которыми он приобрёл известность:
1. «De harmonia animi et corporis» который был издан в 1723 году, а через 11 лет попало в Риме в «Index Librorum Prohibitorum» — список публикаций, которые были запрещены Римско-Католической Церковью.
2. «Dilucidationes philosophicae de Deo, anima humana» (1726 год), в котором учёный излагал и защищал метафизику Готфрида Вильгельма Лейбница и Вольфа и за которое даже его коллеги удалялись от него, как от атеиста. Теологи старались оттолкнуть от него слушателей и замедляли повышение его в ординарные профессора[6].

В это сложное для Бильфингера время, его пригласили в члены недавно основанной указом Петра Великого Петербургской академии наук. В 1724 году его рекомендовал президенту Академии Лаврентию Лаврентьевичу Блюментросту, и учёный был принят на пять лет на кафедру логики, метафизики и морали с обязательством привезти с собой одного или двух студентов.
27 декабря 1725 года состоялось первое публичное заседание академии, на котором «профессор ФΎзики Эξпериментальныя о фиорическия Господин Георгии Бернгард Билфингер» произнес на латинском языке речь.
По желанию Остермана, главного воспитателя российского императора Петра II, учёному было поручено написать инструкцию для обучения юного монарха, которая напечатана была на русском и немецком языках. Кроме того, Георг Бильфингер занимался составлением для Петра II учебника новой истории.
Во второй половине своего пребывания в Петербурге ему пришлось стать в неприятные отношения к некоторым членам Академии. Особенно преследовал его Иоганн-Даниил Шумахер — секретарь Академии, близко стоявший к президенту Блюментросту и успевший восстановить последнего против Бильфингера. Кроме Шумахера, Бильфингер (а с ним и Якоб Герман) был в открытой вражде с Даниилом Бернулли и Христианом Мартини (рекомендованным Академии тем же Вольфом и возглавлявшим кафедру логики и метафизики).
В январе 1731 года Георг Бильфингер вместе с Германом оставил Российскую империю и по возвращении в Вюртемберг был назначен профессором богословия в Тюбингене. Он имел значительное влияние и на дела этой страны, когда на вюртембергский престол вступил Карл Александр (герцог Вюртемберга), оказывавший личное к нему расположение.
До конца своей жизни учёный не прерывал отношений с академией Санкт-Петербурга и даже вел весьма любезную переписку с Шумахером.
В 1731 году он произнес в Тюбингене речь о достопримечательностях Санкт-Петербурга.
В 1735 году в Тюбингене напечатана была другая работа Бильфингера: «Stefani Javorskii metropolitae resanensis et muromiensis discursus de poena haeriticorum», написанная в опровержение известной книги Риберы. В 1739 году академик прислал в Петербург две свои статьи по фортификации, которой занимался в угоду герцогу Карлу.
В 1739 году президент Академии Иоганн Альбрехт Корф сделал представление в Кабинет о новом, изобретенном Г. Б. Бильфингером способе укрепления городов и просил наградить последнего для поощрения и других учёных «своими изобретениями распространять славу ея императорского величества», и сенат 22 февраля 1740 года дал знать, что императрица приказала выдать ему 1000 рублей (огромную по тем временам сумму).
Под конец своей жизни Бильфингер также занимался ботаникой, и в комментариях Санкт-Петербургской академии были напечатаны три его ботанические статьи. В академическом издании «Commentarii асаdemiae scientiarum petropolitanae» помещено 13 его статей, и одна в «Novi commentarii», большей частью по естествознанию; некоторые из них были переведены на немецкий язык Мюллером в I части сборника «Physikalische und medicinische Abhandlungen der Kayserlichen Academie der Wissenschaften in Petersburg» (Рига, 1782). На русском языке были напечатаны в «Кратком описании комментариев Академии наук» (СПб., 1728) две статьи его: «О причине тяжести от движения вихрей» и «О направлении барометров».
Георг Бернгард Бильфингер скончался 18 февраля 1750 года в родном городе.
Король Пруссии Фридрих II отзывался об Бильфингере, как о величайшем учёном, о котором он всегда будет вспоминать с восхищением.